# Micronoemia glauca
Micronoemia glauca är en skalbaggsart som beskrevs av Aurivillius 1922. Micronoemia glauca ingår i släktet Micronoemia och familjen långhorningar.
Artens utbredningsområde är Seychellerna. Inga underarter finns listade i Catalogue of Life.